# Trichanthemis radiata
Trichanthemis radiata là một loài thực vật có hoa trong họ Cúc. Loài này được Krasch. & Vved. miêu tả khoa học đầu tiên năm 1929.